# Perlejewo
Perlejewo – wieś w Polsce położona w województwie podlaskim, w powiecie siemiatyckim, w gminie Perlejewo. Leży nad rzeczką Pełchówką, lewym dopływem Nurca. 
Jest siedzibą gminy Perlejewo należącej do stowarzyszenia Tygiel Doliny Bugu oraz rzymskokatolickiej Parafii Przemienienia Pańskiego należącej do Dekanatu Ciechanowiec w diecezji drohiczyńskiej. 

## Historia kościoła
Pierwszy kościół katolicki został ufundowany w roku 1407 przez braci Leszczyńskich z Leszczki. Świątynię pod wezwaniem: Trójcy Przenajświętszej, Ciała Chrystusowego, Wniebowzięcia NMP i Wszystkich Świętych uposażyli w 3 włóki ziemi. W drugiej połowie XV wieku kościół ten uległ zniszczeniu. W roku 1473, staraniem dziedzica w Perlejewie i na Pieczyskach - Pawła Dursy, wybudowano nowy, także drewniany kościół. 
Spis podatkowy z 1580 roku informuje, że miejscowy pleban posiadał włóki osiadłe, czyli zamieszkałe przez poddanych chłopów i zagrodników. 
W czasie potopu szwedzkiego (1657), maszerujące kilkakrotnie wojska szwedzkie i siedmiogrodzkie spowodowały zrujnowanie kościoła. Wobec wielkich zniszczeń i biedy panującej wśród szlachty, kolatorstwo parafii przeszło na inne rody ziemi drohickiej. W latach sześćdziesiątych XVII stulecia przywilej ten posiadał Aleksander Radziszewski, podkomorzy drohicki i od 1666 roku kasztelan podlaski. Za jego czasów oraz proboszcza Grzegorza Korycińskiego, w 1664 roku przystąpiono do budowy kolejnej świątyni pod wezwaniem św. Piotra w Okowach, Przemienienia Pańskiego i św. Mikołaja. Ten kościół spłonął w roku 1706. 
Rok później Baltazar (Balcer) Ciecierski, stolnik drohicki ufundował kolejny drewniany kościół. W latach 1740–1753 ks. Maciej Święcki, proboszcz perlejewski wyposażył nową świątynię w siedem ołtarzy. Dnia 21 lipca 1754 roku konsekracji kościoła i trzech dzwonów dokonał ks. bp Ludwik Riaucour, biskup tytularny Ptolemais, sufragan Łucki (1749-1777). 
W 1859 roku proboszczem został ks. Józef Srzedziński. W rok po objęciu godności rozpoczął budowę murowanej świątyni, przy pomocy budowniczego Jana Orłowskiego. Kamień węgielny poświęcono 6 sierpnia. Ksiądz Srzedziński wybudował tu również szkołę dla dzieci. W 1863 r. zaangażował się w powstanie styczniowe. Za wygłaszanie patriotycznych kazań władze carskie zesłały go do guberni orenburskiej. Budowa kościoła została przerwana. Dokończono ją w roku 1883 pod kierunkiem ks. Wincentego Szabłowskiego, ówczesnego proboszcza. Poświęcony 27 listopada 1884 r. przez proboszcza ks. Wincentego Szabłowskiego, w towarzystwie ks. Konstantego Waszkiewicza, proboszcza ciechanowieckiego. W 1899 r. położono nową posadzkę z terakoty, w miejsce drewnianej podłogi. 
W roku 1884 parafia Perlejewo liczyła 29 wsi, w których było 531 domów i 3239 mieszkańców (1 656 mężczyzn i 1 539 kobiet.
W kościele znajduje się obraz Przemienienia Pańskiego, doznający szczególnego kultu wiernych z całej okolicy.

## Historia wsi
Nazwa miejscowości wywodzi się od białoruskiego imienia: Pierlej.
Ziemia, na której leży gmina Perlejewo należała w XIV w. do Wielkiego Księstwa Litewskiego. Litewscy książęta osiedlali tu chłopów i bojarów pochodzących z Rusi. Badacze wnioskują, że Perlejewo założono najpóźniej w końcu XIV wieku. Niewielka wtedy wieś, była otoczona dużym obszarem ziemi, zwanej włością perlejewską.
W 1390 r. rozległe obszary Podlasia objął w posiadanie książę mazowiecki Janusz I. Przez krótki okres panowania zmienił stosunki osadnicze na prawie całym Podlasiu. Wokół osady Perlejewo powstały nowe osiedla szlachty mazowieckiej: Twarogi, Miodusy, Czarkówka. Na gruntach odłączonych od Perlejewa zamieszkali rycerze herbu Abdank, którzy założyli osadę Leszczka. 
W 1418 roku ówczesny władca tych ziem litewski książę Witold nadał Perlejewo Janowi herbu Awdaniec z Białoskórów. Od tej pory Perlejewo było wsią prywatną i jednocześnie siedzibą parafii. Nowi osadnicy przyjęli zwyczajowo nazwisko od swojej miejscowości. 
W księgach sądowych z roku 1452 wymieniono: Bartłomieja Perlejewskiego i Pawła z Perlejewa być może synów Jana z Białoskórów. Zapewne tego drugiego należy utożsamić z Pawłem z Perlejewa zwanym Dursem, który powiększył nadanie dla miejscowego plebana o 1. włókę ziemi. 
Spis podatkowy z 1580 roku informuje, że ziemia w Perlejewie podzielona była między drobnoszlacheckich właścicieli uprawiających włóki ziemskie. Wśród innych wzmiankowany Jan Perlejewski.
W herbarzu hrabiego Uruskiego wymienieni żyjący tu w końcu XVI w.:
- Stanisław Perlejewski – dzierżawca w Węgrowie
- Wojciech syn Wawrzyńca[14]
- dziedzic Perlejewa – Jan Perlejewski

Do połowy XVII wieku Perlejewo rozwijało się pomyślnie. Sprzyjało temu położenie przy trakcie drogowym z Warszawy na Litwę. 
W roku 1655 rozpoczął się potop szwedzki, który zapoczątkował kilkuletni okres wojen. Dogodne położenie przy trakcie drogowym było powodem, że wiosną 1657 stacjonowały tu wojska koronne, natomiast w maju tego samego roku kilka razy wojska szwedzkie i siedmiogrodzkie. Przemarsze te oznaczały rekwizycje, pożary i zagrożenie życia dla miejscowej ludności. W 1812 roku przez Perlejewo do Brańska przemaszerowała armia francuska, co spowodowało kolejne zniszczenia. 
W XVII w. Perlejewo należało do Niewiarowskich, później Godlewskich, od 1705 r. do końca XIX w. do Ciecierskich. 
Słownik Geograficzny z 1890 r. wymienia polskie: Pierlejewo, alias Pierlejew, Perlejwo i rosyjskie nazwy miejscowości: Pierelewo, Perelejewo. Wieś nad rzeczką Pełchówką dopływem Nurca, w powiecie bielskim guberni grodzieńskiej, w 3 okręgu polskim ciechanowieckim i w obwodzie białostockim. Pełchówka zasilana licznymi strumieniami obraca 4 młyny w Leszczu, Pełchu i Wojtkowicach.
W końcu wieku XIX Perlejewo liczyło 24 domy i 120 mieszkańców (56 mężczyzn i 64 kobiety). Mieszkała tu uboga szlachta, jeden dom zamieszkiwali włościanie. Wieś ma grunty żytnie, dobre, las młody przeważnie brzozowy, tylko na opał, łąki żyzne gruntowe, karczma przy trakcie, jedyna w całej parafii. Jest szkoła pobudowana przez księdza Srzedzińskiego, ale stoi opustoszała. W Wielki Piątek odbywa się tu jarmark, przeważnie na wiktuały wielkanocne potrzebne.
Mieszkańcy parafii z gospodarstw zbywają produkty wywożąc na sprzedaż do miast Ciechanowca i Siemiatycz. Z rzemieślników najwięcej tu szewców i kowali, dalej stolarzy, wielu także w czasie wolnym od zajęć gospodarskich trudni się piłowaniem drzewa i budowaniem. Kobiety w zimie przędą, wyrabiają piękne płótna, serwety, ręczniki w różny deseń. Bawełniane, lniane i konopne, pod względem piękności wiele nie ustępujące fabrycznym, a pod względem dobroci przenoszące je, a także dywany wełniane, półsukienka na ubrania kobiece, sukna na męzkie; wyroby swe przeważnie sami na różne kolory farbują.
Prócz kościoła w Perlejewie i spichrza w Stefanowie, żadnych innych murowanych zabudowań w całej parafii nie ma.
W latach trzydziestych XX wieku notowano tu ponad 30 domów. 
Według danych z Księgi Adresowej Polski działały tu następujące zakłady usługowe bądź produkcyjne:
- Spółdzielnia Spożywców Gospodarz
- spółdzielnia mleczarska (sp. z o.o.)
- zakład kowalski S. Wasilewskiego
- piwiarnia M. Maćkowiaka
- sklep spożywczy S. Konobradzkiego
- dwa zakłady wyszynku trunków D. Wiszni i Franciszka Lasa[16]

W 1930 r. władze gminy Skórzec zadecydowały o budowie w Perlejewie czteroklasowej szkoły powszechnej.
W latach 1954–1972 wieś była siedzibą gromady Perlejewo.
W latach 1975–1998 miejscowość administracyjnie należała do województwa łomżyńskiego.

## Obiekty zabytkowe
- kościół parafiany
- ruiny poprzedniego kościoła parafialnego
- figury Jezusa i Maryi
- dawny dom parafialny
- drobnoszlachecki dworek pod obecną nazwą "Dwór Podlaski"
- lipa (pomnik przyrody)

## Współcześnie
We wsi znajduje się kilka sklepów spożywczych, przystanek autobusowy, ośrodek zdrowia, oddział Banku Spółdzielczego w Ciechanowcu, urząd pocztowy.

## Organy użyteczności publicznej
- Ochotnicza Straż Pożarna, prowadząca również drużyny młodzieżowe
- szkoła podstawowa